# Кубок СРСР з футболу 1972
31-й розіграш Кубка СРСР відбувся у лютому-серпні 1972 року. Володарем Кубка вп'яте стало московське «Торпедо», обігравши у фіналі попереднього володаря Кубка московський «Спартак». У цьому розіграші усі етапи крім фіналу складалися з двох матчів, по одному вдома і у гостях.

## 1/32 фіналу
| Команда 1            | Підсумок | Команда 2              | 1 матч | 2 матч |
| -------------------- | -------- | ---------------------- | ------ | ------ |
| Кривбас (Кривий Ріг) | 2:5      | Автомобіліст (Нальчик) | 1:2    | 1:3    |
| Шинник (Ярославль)   | 4:1      | Зірка (Перм)           | 4:1    | 0:0    |
| Памір (Душанбе)      | 3:1      | Ністру (Кишинів)       | 2:1    | 1:0    |
| Алга (Фрунзе)        | 2:0      | Будівельник (Ашгабат)  | 1:0    | 1:0    |

## 1/16 фіналу
| Команда 1                | Підсумок | Команда 2                   | 1 матч | 2 матч            |
| ------------------------ | -------- | --------------------------- | ------ | ----------------- |
| Локомотив (Москва)       | 4:1      | Крила Рад (Куйбишев)        | 1:1    | 3:0               |
| Металіст (Харків)        | 3:4      | Динамо (Тбілісі)            | 2:0    | 1:4               |
| ЦСКА (Москва)            | 2:1      | Автомобіліст (Орджонікідзе) | 1:0    | 1:1               |
| Алга (Фрунзе)            | 0:5      | Зеніт (Ленінград)           | 0:1    | 0:4               |
| Дніпро (Дніпропетровськ) | 4:4      | Пахтакор (Ташкент)          | 2:1    | 2:3               |
| Арарат (Єреван)          | 1:3      | Динамо (Ленінград)          | 0:2    | 1:0               |
| Динамо (Київ)            | 3:2      | Текстильник (Іваново)       | 2:1    | 1:1               |
| Торпедо (Москва)         | 3:1      | Торпедо (Кутаїсі)           | 2:1    | 1:0               |
| Спартак (Москва)         | 5:1      | Уралмаш (Свердловськ)       | 5:1    | 0:0               |
| Зоря (Ворошиловград)     | 0:0      | Чорноморець (Одеса)         | 0:0    | 0:0 д.в.,пен. 3:5 |
| СКА (Ростов-на-Дону)     | 1:0      | Автомобіліст (Нальчик)      | 0:0    | 1:0               |
| Шинник (Ярославль)       | 0:1      | Кайрат (Алма-Ата)           | 0:1    | -:+               |
| Нефтчі (Баку)            | 1:3      | Металург (Запоріжжя)        | 1:0    | 0:3               |
| Карпати (Львів)          | 4:1      | Памір (Душанбе)             | 1:0    | 3:1               |
| Динамо (Москва)          | 3:1      | Шахтар (Донецьк)            | 3:1    | 0:0               |
| Динамо (Мінськ)          | 1:2      | Шахтар (Караганда)          | 1:1    | 0:1               |

## 1/8 фіналу
| Команда 1           | Підсумок | Команда 2                | 1 матч | 2 матч            |
| ------------------- | -------- | ------------------------ | ------ | ----------------- |
| Кайрат (Алмати)     | 2:3      | Локомотив (Москва)       | 1:1    | 1:2               |
| ЦСКА (Москва)       | 1:0      | Динамо (Москва)          | 1:0    | 0:0               |
| Чорноморець (Одеса) | 1:3      | Карпати (Львів)          | 1:0    | 0:3               |
| Спартак (Москва)    | 2:2      | Металург (Запоріжжя)     | 1:0    | 1:2               |
| Динамо (Київ)       | 1:1      | СКА (Ростов-на-Дону)     | 1:0    | 0:1 д.в.,пен. 8:9 |
| Динамо (Тбілісі)    | 3:0      | Шахтар (Караганда)       | 3:0    | 0:0               |
| Зеніт (Ленінград)   | 4:0      | Динамо (Ленінград)       | 2:0    | 2:0               |
| Торпедо (Москва)    | 3:0      | Дніпро (Дніпропетровськ) | 2:0    | 1:0               |

## 1/4 фіналу
| Команда 1            | Підсумок | Команда 2          | 1 матч | 2 матч |
| -------------------- | -------- | ------------------ | ------ | ------ |
| Карпати (Львів)      | 1:1      | Динамо (Тбілісі)   | 0:0    | 1:1    |
| Торпедо (Москва)     | 2:0      | Зеніт (Ленінград)  | 0:0    | 2:0    |
| Спартак (Москва)     | 4:2      | Локомотив (Москва) | 2:1    | 2:1    |
| СКА (Ростов-на-Дону) | 1:4      | ЦСКА (Москва)      | 1:1    | 0:3    |

## 1/2 фіналу
| Команда 1        | Підсумок | Команда 2       | 1 матч | 2 матч |
| ---------------- | -------- | --------------- | ------ | ------ |
| Спартак (Москва) | 4:0      | Карпати (Львів) | 2:0    | 2:0    |
| Торпедо (Москва) | 4:1      | ЦСКА (Москва)   | 0:0    | 4:1    |

## Фінал
| Дата       | Команда 1        | Рахунок  | Команда 2        |
| ---------- | ---------------- | -------- | ---------------- |
| 12.08.1972 | Торпедо (Москва) | 0:0 д.ч. | Спартак (Москва) |

### Додатковий матч фіналу
| Дата       | Команда 1        | Рахунок           | Команда 2        |
| ---------- | ---------------- | ----------------- | ---------------- |
| 13.08.1972 | Торпедо (Москва) | 1:1 д.ч.,пен. 5:1 | Спартак (Москва) |

«Торпедо» (Москва) одержала право на участь у Кубку кубків.